# District de Delvinë
Le district de Delvinë est un des 36 districts de l'Albanie. Sa population est de 12 000 habitants (est. 2004) et sa superficie de 367 km2. Elle se situe au sud du pays et sa capitale est Delvinë. Le district dépend de la préfecture de Vlorë.

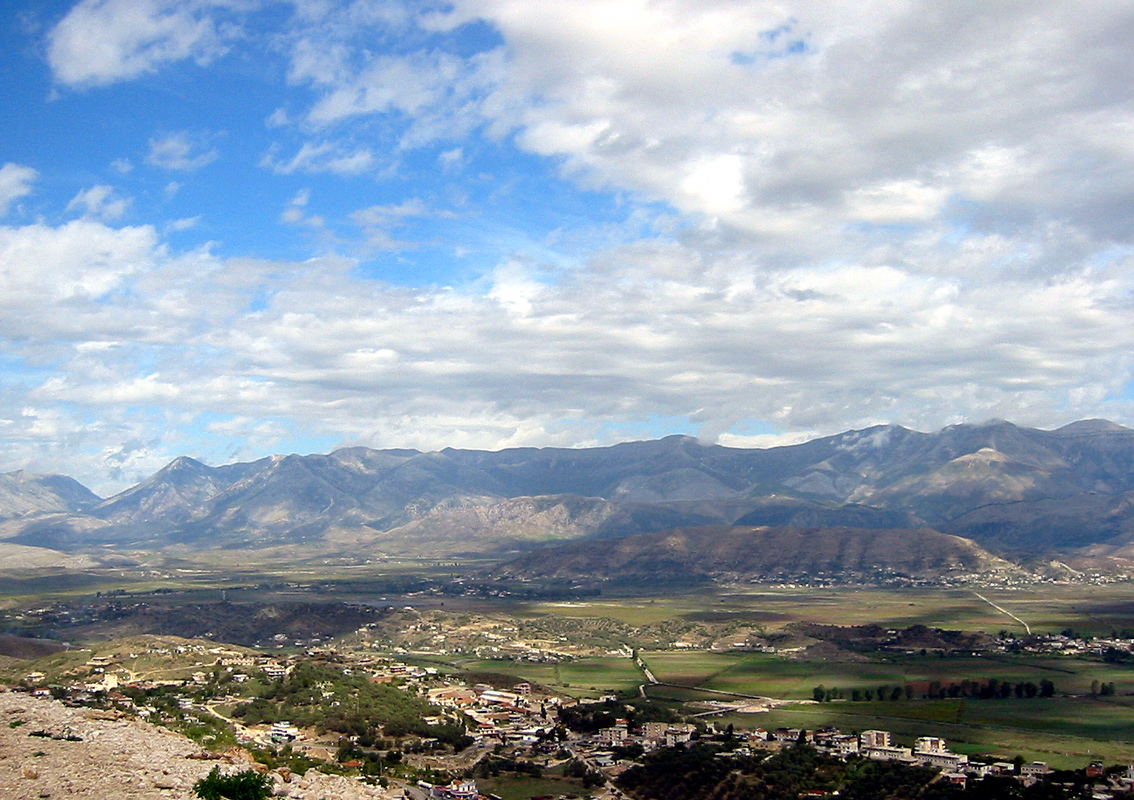
Les hauts plateaux de Delvinë dans le sud de l'Albanie et la colline de Finiq, l'ancienne Phoinike, au centre de l'image derrière les plaines

## Municipalités
Le district est composé des municipalités suivantes :
- Delvinë (urbaine)
- Finiq (rurale)
- Mesopotam (rurale)
- Vergo (rurale)